# Gianluca Tonetti
Pour les articles homonymes, voir Tonetti.
Gianluca Tonetti (né le 21 avril 1967 à Erba (province de Côme, Lombardie) et mort le 6 mai 2023) est un coureur cycliste italien.

## Biographie
Professionnel de 1989 à 1993 et de 1999 à 2005, Gianluca Tonetti a remporté le Trittico Lombardo 2001 grâce à sa troisième place de la Coppa Agostoni.

## Palmarès

### Palmarès amateur
- 1984
  - Giro della Lunigiana
- 1985
  - 3e du Trofeo Buffoni
- 1986
  - Zanè-Monte Cengio
- 1987
  - Bassano-Monte Grappa
  - Coppa Collecchio
  - 2e du Tour de la Vallée d'Aoste
- 1988
  - Coppa Collecchio
  - Cronoscalata Gardone Val Trompia-Prati di Caregno
  - 2e du Tour de la Vallée d'Aoste
- 1994
  - Cronoscalata Gardone Val Trompia-Prati di Caregno
  - Grand Prix Colli Rovescalesi
  - Corsa del Sole
- 1996
  - Cirié-Pian della Mussa
  - 1re étape du Tour de la Vallée d'Aoste
  - Zanè-Monte Cengio
  - 2e du Trofeo Gianfranco Bianchin
  - 2e de Turin-Valtournenche
  - 3e de la Cronoscalata Gardone Val Trompia-Prati di Caregno
  - 3e du Tour de la Vallée d'Aoste
- 1997
  - Giro della Brianza
  - Mémorial Luigi Bocca
- 1998
  - Trophée international Bastianelli
  - Coire-Arosa
  - Trophée Matteotti amateurs
  - Bassano-Monte Grappa
  - Coppa Pinot La Versa
  - Giro della Brianza
  - 2e du Gran Premio Capodarco
  - 2e du Grand Prix du Faucigny
  - 3e du Giro del Valdarno
  - 3e du Tour du Wartenberg

### Palmarès professionnel
- 1990
  - 2e épreuve du Trofeo dello Scalatore
- 1993
  - 3e du Tour du Wartenberg
- 1999
  - 3e du Giro d'Oro
  - 3e du Gran Premio Industria e Commercio Artigianato Carnaghese
- 2000
  - 2e du Trofeo dello Scalatore 2
  - 3e du Tour de Vénétie
- 2001
  - Trittico Lombardo
  - 2e du Trofeo dello Scalatore 1
  - 3e de la Coppa Agostoni

## Résultats sur les grands tours

### Tour d'Italie
4 participations :
- 1989 : abandon (20e étape)
- 1990 : abandon (9e étape)
- 2001 : abandon (8e étape)
- 2003 : 78e

### Tour d'Espagne
1 participation :
- 1993 : 57e

## Classements mondiaux
| Année           | 2005 |
| --------------- | ---- |
| UCI Europe Tour | 623e |